# 宗和孝宏
宗和 孝宏（そうわ たかひろ、現姓：斎藤、1965年9月21日 - 2024年10月6日）は、元オートバイレーサー。兵庫県神戸市出身。「タイガー宗和」の愛称で知られる。

## 経歴
高校中退後、購入したヤマハ・RZで六甲山をはじめとして神戸近辺の峠に通い詰める。その中でカワサキのライダーだった清原明彦と出会い、清原のバイクショップ「プロショップ・キヨ」でアルバイトを開始、レースの世界へと足を踏み入れる。
1987年、カワサキ系の名門チーム、チーム・グリーンに所属し、カワサキ4年ぶりのファクトリーマシンとなるZXR-7を駆って全日本ロードレース選手権・TT-F1クラスに参戦。この年、スポーツランドSUGOで行われたTBCビッグロードレースにおいて、首位独走中に単独転倒して順位を大幅に下げるが、そこから怒涛の追い上げを敢行して最終的に優勝した町井邦生から1.5秒後方の2位でフィニッシュ。この時の鬼気迫る走りから、このレース以降「タイガー」の愛称で呼ばれることになる。
1988年、カワサキのワークス・チームに移籍。以降、1980年代後半から1990年代前半におけるカワサキのエースライダーとして活躍する。1989年にはル・マン24時間耐久ロードレースで多田喜代一、塚本昭一とともに日本人トリオとして過去最高の3位表彰台獲得（2017年現在でも日本人トリオとしては最上位）。1991年には初優勝を含む3勝を挙げ、シリーズランキング3位を獲得する。
1993年に渡米、チーム・マジー・カワサキからAMAスーパーバイク選手権に参戦しランキング5位を獲得、ルーキー・オブ・ザ・イヤー受賞。翌1994年も同じ体制で参戦し、ランキング3位を獲得。1995年にはファスト・バイ・フェラッチに移籍してドゥカティに乗る。
1995年に帰国し、以降は全日本ロードレース・スーパーバイククラスや鈴鹿8時間耐久ロードレースを中心にスポット参戦する。
2013年2月19日、カワサキのロードレーサー、KR500を川崎重工業から借り受けて返却しないまま連絡が取れない状態となり、2011年3月に被害届を出されていた事件で、詐欺の疑いで兵庫県警明石署に逮捕され、3月6日に釈放される。
2014年、全日本ロードレース選手権のST600クラスに復帰してフル参戦する。2014年は18ポイントでランキング25位、2015年は15ポイントでランキング21位。
2016年は武石伸也、中本郡と組んで鈴鹿8時間耐久ロードレースに参戦。
2017年から監督としてチーム51ガレージヤマハを設立
2014年、51ガレージ チームイワキを設立。宗和孝宏がライダーとして全日本ロードレース選手権へ復帰。
1. 2017年 - ライダーに岡本裕生を招聘。全日本ロードレース選手権ST600クラスにてランキング3位を獲得。
2. 2018年 - 全日本ロードレース選手権ST600クラス年間チャンピオンを獲得。

1. 2020年 - 2度目の全日本ロードレース選手権ST600クラス年間チャンピオンを獲得。
2. 2021年 - ヤマハ若手育成プロジェクト「BLU cLU」の対象チームとしてST1000に参戦。ヤマハにとってのST1000初優勝を獲得。
3. 2022年 - 岡本裕生をYamaha Factory Racing Teamへ送り出し、阿部恵斗をライダーとして招聘。全日本ST600クラスにてランキング3位を獲得。アジアロードレース選手権に3ラウンド参戦。
4. 2023年 - 全日本ロードレース選手権ST600に西村硝を招聘。阿部恵斗とともに2台体制へ。阿部恵斗が年間チャンピオンを獲得し、西村硝がランキング2位となり、チームとして初のランキングワンツーフィニッシュを獲得。阿部恵斗は アジアロードレース選手権にフル参戦。ランキング5位でシーズンを終える。

2024 MFJ全日本ロードレース選手権 ST600 クラス
2024年10月6日死去。59歳没。